# Incident fratricide ingouche-tchétchène
L'incident fratricide ingouche-tchétchène du 13 septembre 2006 a entraîné la mort de huit policiers et en a blessés 20 autres lorsque des policiers tchétchènes et ingouches se sont tiré dessus à la frontière entre les républiques.
Un cortège de bus de la police spéciale OMON de Tchétchénie a été visé alors qu'il quittait l'Ingouchie et rentrait chez lui avec un prisonnier ingouche. Le chef d'état-major tchétchène de l'OMON, Buvadi Dukhiyev, a été mortellement blessé lors de la fusillade.
Isa Kostoyev, ancien procureur de haut rang et sénateur ingouche au Conseil de la fédération de Russie, a appelé les Ingouches à résister aux raids de la police tchétchène.

## Sources et références
1. ↑  Chadayev, « Bloody incident between Chechen and Ingushetian police assessed differently in the two republics », Prague Watchdog, 22 septembre 2006 (consulté le 25 mars 2013)